# Matt Guokas
Matthew George "Matt" Guokas, Jr. (Filadelfia, Pensilvania, 25 de febrero de 1944) es un exjugador y exentrenador de baloncesto estadounidense que disputó diez temporadas como jugador de la NBA y otras siete como entrenador. Con 1,94 metros de altura, jugaba de base y alero indistintamente. Es hijo del también jugador profesional Matt Guokas, Sr., y sobrino de Al Guokas.

## Trayectoria deportiva

### Universidad
Su trayectoria colegial transcurrió en la Universidad de Saint Joseph's, donde todavía mantiene el récord de más asistencias en una temporada y mejor promedio de las mismas de su universidad. En la temporada 1965-66 consiguió con su equipo encabezar las listas de equipos favoritos para ganar el título de la NCAA para la revista Sports Illustrated.

### Profesional
Fue elegido en el puesto 9 del Draft de la NBA de 1966 por Philadelphia 76ers, donde coincidió con Wilt Chamberlain, Hal Greer y Billy Cunningham, logrando acabar con 8 años consecutivos de victorias en la liga por parte de Boston Celtics al conseguir el anillo de campeones en la temporada 1966-67. 
De todas formas, su rol en los equipos donde jugó fue casi siempre secundario, con bajas anotaciones pero con un buen porcentaje de tiro (en la temporada 1972-73 quedó segundo de la liga en porcentaje de tiros de campo tras Chamberlain, con un 57%) y buen pasador. A lo largo de 10 temporadas jugó además en Buffalo Braves, Chicago Bulls, Cincinnati Royals, Houston Rockets y Kansas City Kings. Finalizó su carrera como jugador con unos promedios de 5,8 puntos y 3 asistencias por partido.

### Entrenador
Dirigió como entrenador entre 1986 y 1988 a los Sixers, llevándolos en 2 ocasiones a la disputa de los playoffs de la NBA. En la temporada 1989-90 cogió el cargo de entrenador de Orlando Magic, nuevo equipo de la liga esa temporada, consiguiendo llevarles al 50% de victorias en su cuarto y último año en Florida.

## Vida personal
Guokas y su padre, Matt Sr., fueron los primeros padre e hijo en ganar el campeonato de la NBA; desde entonces, esta hazaña ha sido repetida por los Barry (Rick y Brent), los Walton (Bill y Luke), los Thompson (Mychal y Klay), y los Payton (Gary y Gary II).